# Сезон дождей
Сезон дождей — время года, когда выпадает непропорционально большое количество осадков в регионе. Имеет место в тропических и субтропических широтах, в гораздо меньшей степени — в умеренных широтах. Также иногда используется как эвфемизм «зелёный сезон». Сезон дождей известен под разными названиями по всему миру. Например, в Мексике он известен как «штормовой сезон». Аборигенные племена Северной Австралии называют сезон дождей, обычно наблюдаемый там с декабря по март, гудьюгом. Точное значение слова оспаривается, хотя общепризнано, что оно связано с сильными грозами, наводнениями и обильным ростом растительности, которые обычно наблюдаются в это время.

## Причины
Обычно сезон длится не менее месяца. Районы с сезонами дождей рассредоточены по тропикам и субтропикам.
В соответствии с классификацией климата Кеппена для тропического климата месяц сезона дождей определяется как месяц, в котором среднее количество осадков составляет 60 или более миллиметров (2,4 дюйма). В отличие от районов с климатом саванны и режимами муссонов, в средиземноморском климате влажная зима и сухое лето. Сухие и дождливые месяцы характерны для тропических сезонных лесов: в отличие от тропических лесов, которые не имеют сухих или влажных сезонов, поскольку их количество осадков равномерно распределяется в течение года. В некоторых районах с ярко выраженными сезонами дождей в середине сезона выпадет дождь. Зона межтропической конвергенции или муссонный жёлоб перемещается в более высокие широты в середине теплого сезона.
Когда влажный сезон наступает в тёплое время года или летом, осадки выпадают в основном ближе к вечеру и раннему вечеру. В сезон дождей улучшается качество воздуха, улучшается качество пресной воды и существенно растёт растительность, что приводит к снижению урожайности в конце сезона. Берега рек переполняются, а некоторые животные отступают на возвышенные местности. Питательные вещества в почве уменьшаются, а эрозия увеличивается. Заболеваемость малярией увеличивается в районах, где сезон дождей совпадает с высокими температурами, особенно в тропических районах. У некоторых животных есть стратегии адаптации и выживания в сезон дождей. Часто предыдущий сухой сезон приводит к нехватке продовольствия в сезон дождей, поскольку посевы ещё не созрели.

## Характер осадков
В районах, где сильные дожди связаны со сдвигом ветра, сезон дождей известен как муссон. Осадки в сезон дождей в основном связаны с дневным прогревом, что приводит к суточной грозовой активности в уже существующей влажной воздушной массе, поэтому дожди в основном выпадают поздним днем и ранним вечером в регионах саванн и муссонов. Кроме того, большая часть общего количества осадков каждый день выпадает в первые минуты ливня, до того, как штормы созревают до их стратиформной стадии. В большинстве мест есть только один сезон дождей, но у областей тропиков может быть два сезона дождей, потому что впадина муссона, или зона межтропической конвергенции, может проходить через места в тропиках дважды в год. Однако, поскольку дождевые леса имеют равномерное распределение осадков в течение года, у них нет сезона дождей.
Сезон дождей отличается в местах со средиземноморским климатом. На западе Соединённых Штатов в холодное время года с сентября по май внетропические циклоны из Тихого океана перемещаются вглубь региона в связи с миграцией реактивного потока на юг в холодное время года. Этот сдвиг в потоке приносит значительную часть годовых осадков в регион, а иногда также приносит сильный дождь и низкое давление. В связи с этим в Италии и на западе Соединённых Штатов погода очень похожа.
Районы с климатом саванны в странах Африки к югу от Сахары, такие как Гана, Буркина-Фасо, Дарфур, Эритрея, Эфиопия, и Ботсвана, имеют особый сезон дождей. Такой же сезон дождей в климатическом режиме саванны во Флориде и Южном Техасе. Муссонные регионы включают индийский субконтинент, Юго-Восточную Азию (включая Индонезию и Филиппины), северные районы Австралии, Полинезия, Центральная Америка, западная и южная Мексика, пустыня на юго-западе Соединённых Штатов, южная Гайана, части северо-восточной Бразилии.
В Северной Гайане два влажных сезона: один ранней весной, а другой ранней зимой. В западной Африке два сезона дождей проходят через южные районы, но только один через север. В средиземноморском климатическом режиме западное побережье Соединённых Штатов и средиземноморское побережье Италии, Греции, и Турции сезон дождей проходит в зимние месяцы. Точно так же сезон дождей в пустыне Негев в Израиле длится с октября по май. На границе между средиземноморским и муссонным климатом лежит пустыня Сонора, которая получает два сезона дождей, связанных с каждым климатическим режимом.

## Последствия
В тропических районах, когда наступает муссон, дневные высокие температуры падают, а в течение ночи температура уменьшается, что снижает суточные колебания температуры. Во время влажного сезона сочетание сильных дождей и, в некоторых местах, таких как Гонконг, ветер с суши, улучшает качество воздуха. В Бразилии влажный сезон коррелирует с более слабыми пассатами у океана. Уровень pH воды становится более сбалансированным из-за зарядки местных водоносных слоёв во время сезона дождей. Вода также смягчается, так как концентрация растворенных веществ в сезон дождей уменьшается. В дождливые периоды также увеличивается эрозия. Балки, сухие в другое время года, заполняются стоком, в некоторых случаях водой глубиной до 3 метров. Выщелачивание почв в периоды сильных дождей истощает питательные вещества. Более высокий сток с суши влияет на близлежащие районы океана, которые являются более стратифицированными или менее смешанными из-за более сильных поверхностных течений, вызванных ливневым стоком.
Обильные осадки могут вызвать широкомасштабное наводнение, которое может привести к оползням и селевым потокам в горных районах. Такие наводнения приводят к тому, что реки выходят из своих берегов и затопляют дома. Река Гхаггар, которая течёт только в течение сезона муссонов в Индии, может затопить и нанести серьёзный ущерб местным культурам. Наводнения могут усугубляться пожарами, произошедшими в течение предыдущего засушливого сезона, в результате чего почвы, которые являются песчаными или состоят из суглинков, становятся гидрофобными или водоотталкивающими. Правительства могут помочь людям справиться с наводнениями в сезон дождей. Картографирование равнинной части указывает, какие области более подвержены затоплению. Инструкции по борьбе с эрозией предоставляются по телефону или через Интернет.

## Адаптация
Сезон дождей является основным периодом роста растительности в климатическом режиме саванны. Однако это также означает, что влажный сезон — это время нехватки продовольствия, прежде чем зерновые культуры достигнут полной зрелости. Это приводит к сезонным изменениям веса у людей в развивающихся странах, причём падение происходит во время влажного сезона до момента первого сбора урожая, когда вес восстанавливается. Заболеваемость малярией увеличивается в периоды высокой температуры и проливных дождей.
Коровы телятся или рожают в начале сезона дождей. О начале сезона дождей сигнализирует миграция бабочек-монархов из Мексики. Тропические виды бабочек имеют более крупные точечные отметки на своих крыльях, чтобы отражать возможных хищников, и более активны в течение влажного сезона, чем в сухой сезон. В тропиках и более тёплых областях субтропиков, пониженная солёность прибрежных водно-болотных угодий из-за дождей вызывает увеличение гнездования крокодилов. Другие виды, такие как жаба арройо, нерестятся в течение нескольких месяцев после сезонных дождей. Броненосцы и гремучие змеи ищут возвышенности.

## Галерея

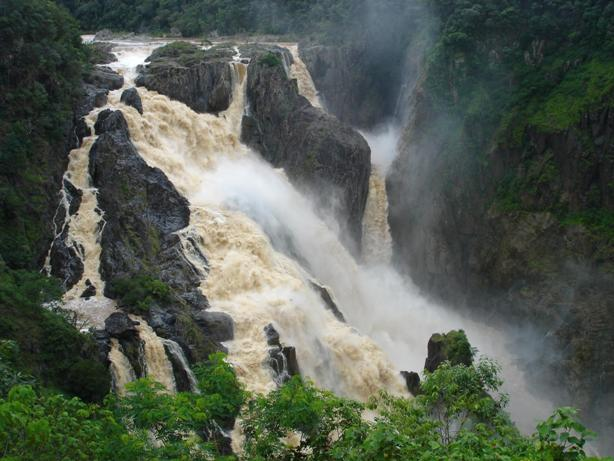
Австралийский водопад Бэррон в сезон дождей (январь)…
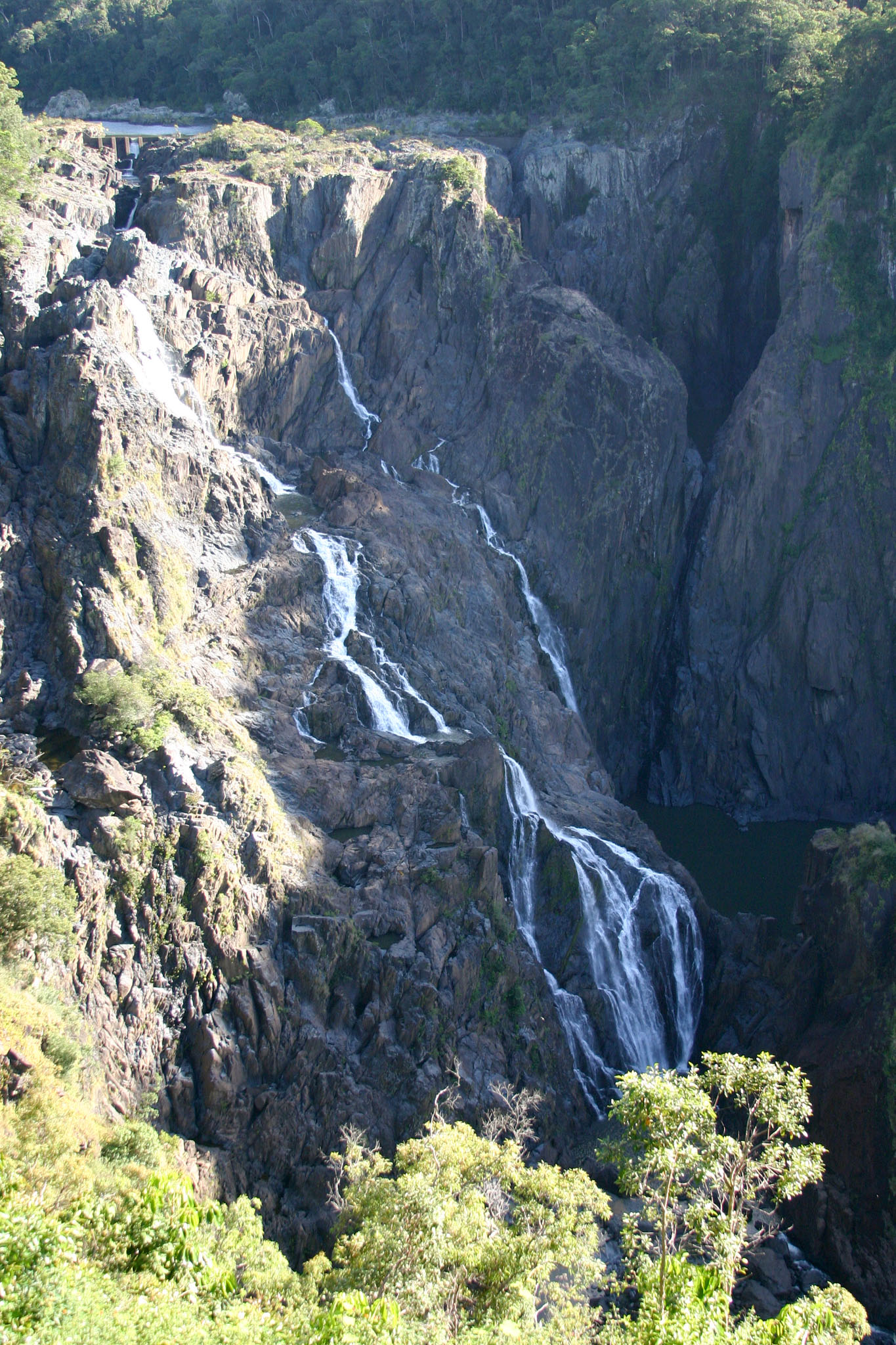
…и в сухой сезон (июль).